# Graziella Galán Bueno
Graziella Galán Bueno   (Madrid, 17 de maig de 1958) és una artista circense especialista en quadre aeri, corda llisa, trapezis fix i volant, dona mosca, roda de la mort, llit elàstic, perxa d’equilibri, baiadera i ballarina eqüestre.

## Trajectòria
A punt d’acabar la carrera de Biològiques, el 1980 debuta al ‘Circo Ruso sobre hielo de Ángel Cristo’ i el 1981 passa al Circo Cardenal. La temporada de Nadal 1983 fa trapezi volant al Palácio de Cristal de Porto i el 1984 actua al ‘Circo Jumbo sobre agua’. El Nadal 1989-1990 es presenta a Barcelona amb la troupe de trapezistes volants del Circo Europa. També a Barcelona amb l’Europa la temporada de Nadal 1993-1994, l’èxit de les quatre primeres funcions del seu número de trapezi de força fa que el Circo Italiano, a la ciutat en les mateixes dates, la contracti com a màxima atracció del seu espectacle. Actua en circs europeus i asiàtics i en locals de varietats com el Royal Theatre Carré (Amsterdam), l’Apollo Varieté (Düsseldorf) o el Hansa Varieté Theater (Hamburg).
El 1987 va fer rols de trapezista, doble de l’actriu Ellen Barkin i preparadora de l’actor Gabriel Byrne com a trapezista portador al film Siesta (Mary Lambert, 1987, amb Jodie Foster, Isabella Rossellini i Grace Jones). El mateix any va ser preparadora acrobàtica d’El sueño de una noche de verano (dir. Miguel Narros, Teatro Español, Madrid, 1987).
El febrer de 1993, el director Bernhard Paul la descobreix a l’Stadthalle de Viena i la contracta per al seu Circus Roncalli, on Graziella treballa les temporades 1993, 1994, 1995, 1996, 1998, 1999, 2001, 2003 i 2005. El 2005, la seva mediació és decisiva perquè el Roncalli fitxi el trio català de pallassos Monti & Cia. (Monti, Gensi i Oriolo).
Graziella Galán manté un fort vincle amb el circ Raluy. Hi va debutar el 1996 a Saragossa i hi ha actuat els anys 1997, 1998, 2000 (gira argentina), 2001 (gira espanyola) i 2003 (Luxemburg, Noruega i Bèlgica). El celebrat epíleg fellinià dels espectacles d’aquest circ, que ella interpretava amb el clown Lluís Raluy, és una creació seva que, ja sense ella i amb algunes variacions, els Raluy han continuat presentant posteriorment.
El 2002, l’estrena a Israel de la seva versió del número Upside down de l’italoquebequès Kai Leclerc la converteix en la primera dona al món que fa de mosca humana (Miss Kai). El 2004 estrena a La Vela de Vilanova la coreografia al trapezi fix Farfalla a l’espectacle Grottesco de Monti & Cia. Per compromisos previs no actua al Grottesco del Fòrum, però el 2006 torna a col·laborar amb en Monti a Navidades en el Price, espectacle preinaugural del madrileny Teatro-Circo Price.
El 2010 participa com a trapezista, acròbata a la corda i dona mosca a l’òpera a.Babel Op.70-Historia de un manicomio, de Carlos Galán (Teatro de la Zarzuela, Madrid). El maig de 2019 intervé a Quien se reserva no es artista, una producció del Circo Price en homenatge a la trapezista de força María del Pino Papadopoulos ‘Miss Mara’ (1933–2013).
Com a dona mosca, les temporades de Nadal 2018-2019 i 2019-2020 interpreta el rol de Rei Gaspar a Le Voyage des Mages, un neoacte sacramental exhibit en catedrals i dirigit pel belga Luc Petit.

## Reconeixements
- 2003. Finalista del Premio Nacional de Circo (INAEM).[1]
- 2007. Premio de Circo ‘Villa de Madrid’.[1]
- 2014. Premio Peregrino de la Alegría (Santander).[1]